# Gyula Julius Gáyer
Gyula Julius Gáyer (1883 - 1932) fue un botánico, abogado, y juez húngaro.

## Honores
- Monumento funerario en su ciudad natal, con una lápida, expresando una de sus citas:

El respeto de la vida conduce al amor, que es el fundamento del verdadero humanismo

### Eponimia
- se nombró el "Galardón Gyula Gáyer" por especiales investigaciones botánicas en Hungría.[4]

- (Euphorbiaceae) Tithymalus × gayeri (Boros & Soó) Holub[5]

- (Rhamnaceae) Rhamnus × gayeri Kárpáti ex Soó[6]
- La abreviatura «Gáyer» se emplea para indicar a Gyula Julius Gáyer como autoridad en la descripción y clasificación científica de los vegetales.[7]